# 曼格尔

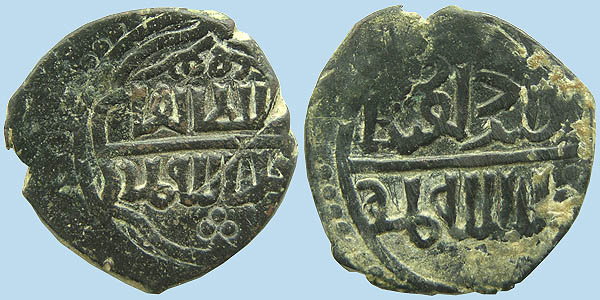
穆拉德一世时期（1362-1389年）的曼格尔

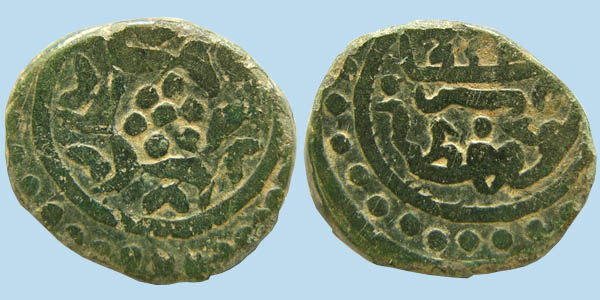
苏莱曼大帝时期铸造的曼格尔，希吉来历942年（公元1564年）于君士坦丁堡铸造

曼格尔（土耳其語：mangır，有时也误译为曼吉尔）是14世纪起流通于奥斯曼帝国的一种铜币。是银币阿克切的下位货币。

## 词源
奥斯曼语曼格尔（mangır）的词源不太明确，一说来自阿拉伯语‎（manqūr），意为“被雕刻的，被切削的”，是动词‎（naqara，“刻，写，挖，掘，凿”）的被动分词。另一说认为这个词来自表示“银，金钱，货币”的蒙古语：，中蒙通用转写：，西里尔字母：。

## 历史
一般认为，曼格尔最早是由穆拉德一世（1362-1389年）开始铸造的，但有些曼格尔藏品被标称为奥尔罕（1324-1362年）时期。这些铜币铸造于伊斯坦布尔、埃迪尔内及一些有铜矿的安纳托利亚城市。在穆罕默德二世统治时期，铸造这些铜币的工坊分别位于埃迪尔内、布尔萨、阿玛西亚、阿亚苏鲁克、安卡拉、博卢、提尔、卡斯塔莫努、卡拉希萨尔（阿菲永）及塞雷。铸造此种铜币的权利一般被竞卖予当地商人。此种铸币特许权被称作，一般长达三年。在穆罕默德二世时期有两种大小规格的曼格尔流通，一种重1迪尔汗（3.2克），8枚此种曼格尔面值相当于1阿克切银币。另一种则更小些，重三分之一迪尔汗，24枚此种曼格尔面值才相当于1阿克切。16世纪后半叶，8枚曼格尔相当于1阿克切。随着时间推移，至17世纪，私铸的伪品曼格尔越来越多，以至于一时间许多地方商人拒收任何曼格尔，只收银币或金币，否则就拒绝将货物发至伊斯坦布尔。由于伪铸曼格尔泛滥，伴之以铜矿短缺，艾哈迈德二世于1691年下令停止使用曼格尔。